# Флюр, Вольфганг
Вольфганг Флюр (нем. Wolfgang Flür; род. 17 июля 1947, Франкфурт-на-Майне) — немецкий музыкант. Известность получил, будучи участником Kraftwerk (перкуссия) в период с 1974 по 1989 годы. Он известен также как изобретатель и конструктор студийной и концертной аппаратуры группы (в частности знаменитой электроударной установки Drumpad). После ухода из Kraftwerk некоторое время занимался дизайном. В 1992 году выпустил кассетный сингл Jamo «Little Child». В 1997 году вышел альбом Yamo «Time Pie», созданный при участии музыкантов из дуэта Mouse on Mars.
В 1999 году была опубликована книга Вольфганга Флюра под названием «Kraftwerk — Ich war ein Roboter» (Я был роботом), в которой он рассказывает о работе в Kraftwerk. Она имела большой резонанс, но была встречена бывшими коллегами крайне негативно, и вскоре Ральф Хюттер, Флориан Шнайдер и Эмиль Шульт (Emil Schult) добились запрета её распространения через суд. Издательство Hannibal было вынуждено изъять из продажи немецкий тираж издания. В течение следующих пяти лет последовали судебные тяжбы, закончившиеся победой Флюра после согласия внести некоторые изменения в автобиографию. В итоге в 2004 году вышла переработанная версия «Ich war ein Roboter — Electric Drummer bei Kraftwerk». С книгой вышел CD с композицией «I Was A Robot».
В 2018 году совместно с группой U96 записывает композиции «Zukunftsmusik» и «Hilferbrandslied»  в альбом «REBOOT» и выпускает альбом «Zukunftsmusik» с одноимённой песней.

## Студийные альбомы
- 1997 Yamo — Time Pie
- 2015 Wolfgang Flur — Eloquence: The Complete Works

## The Singles
- 1992 Jamo — Little Child
- 1997 Yamo — Stereomatic (Stereomagic)
- 1997 Yamo — Guiding Ray (Space Journey…)
- 1997 Yamo — Musica Obscura
- 2004 Yamo — I Was A Robot
- 2018 U96 — Zukunftsmusik

## Видеоклипы
- 2018 U96 — Zukunftsmusik

## Книги
- Wolfgang Flur «Kraftwerk — Ich War Ein Roboter» (Hannibal Verlag, 1999)
- Wolfgang Flur «Ich War Ein Roboter — Electric Drummer Bei Kraftwerk» (Hannibal Verlag, издание второе, переработанное, 2004)